# Lechytia arborea
Lechytia arborea är en spindeldjursart som beskrevs av William B. Muchmore 1975. Lechytia arborea ingår i släktet Lechytia och familjen Lechytiidae. Inga underarter finns listade i Catalogue of Life.